# Галицкое княжество
Га́лицкое кня́жество (др.-рус. Князьство Галичьскоє, укр. Галицьке князівство) — русское княжество с центром в Галиче, существовавшее в XII веке.

## Княжества региона в XI веке
Осн. статьи: Перемышльское княжество, Теребовльское княжество
Территория изначально относилась к Волынскому княжеству. После утверждения на этих землях потомков старшего Ярославича, Владимира, и его сына Ростислава (1085), по которому получила своё название первая галицкая династия, были образованы Перемышльское (Перемышль, Звенигород) и Теребовльское (Теребовль, Галич) княжества. Первым галицким князем был сын Василька Теребовльского Иван Василькович (с 1124).

## История
По смерти Ивана (1141) Владимир Володаревич переехал из Перемышля в Галич, княжества объединились (в Звенигороде княжил Иван Ростиславич Берладник до 1144 года, когда восстал против дяди), что считается моментом основания Галицкого княжества.

### Война с Всеволодом Ольговичем (1144—1146)
В начале 1140-х годов Всеволоду Ольговичу киевскому удалось распространить своё влияние на Волынь, посадив там своего сына Святослава Всеволодовича (Изяслав Мстиславич волынский перешёл в Переяславль после смерти там Андрея Владимировича).
Вскоре между Владимиром Галицким и Святославом возник пограничный конфликт, повлёкший за собой поход Всеволода и его союзников на Галич (1144). Владимир избежал столкновения дипломатическим манёвром: он пообещал брату Всеволода Игорю помощь в занятии киевского престола после смерти Всеволода. Однако в том же году галичане во время отъезда Владимира на охоту призвали на княжение звенигородского князя Ивана Ростиславича, племянника Владимира, а после разгрома мятежа Иван бежал к Всеволоду в Киев.
Тогда Всеволод начал второй поход, в котором участвовали Игорь, Владимир Давыдович черниговский, Вячеслав Владимирович туровский, Изяслав Мстиславич переяславский и Ростислав Мстиславич смоленский, половцы, а также Всеволод заручился поддержкой Болеслава польского. Однако, поход закончился безуспешной осадой и штурмами Звенигорода.

### Политика Галича в южнорусских междоусобицах
В период правления Владимира Володаревича (до 1153) киевские князья Всеволод Ольгович и Изяслав Мстиславич предприняли несколько походов на Галич, добились частных успехов, но не смогли удержать княжество под своей властью. К концу 1150-х годов соотношение сил кардинально изменилось, и когда киевский князь Изяслав Давыдович поддержал претензии Ивана Берладника на галицкий престол, галицкий князь Ярослав Осмомысл, по выражению автора «Слова о полку Игореве», «отворил ворота Киеву», послав помощь волынскому князю Мстиславу Изяславичу, и тот привёл на киевское княжение своего дядю Ростислава Мстиславича Смоленского в 1159 году. Возвращение Изяслава на киевский престол вызвало новый аналогичный поход и привело к его гибели.
Галицкие князья состояли в династических связях с влиятельнейшими князьями Руси. Ярослав Осмомысл был женат на дочери Юрия Долгорукого, а Владимир Ярославич — на дочери Святослава Черниговского. Галичане (как и черниговцы) были одними из немногих, кто не участвовал во взятии Киева войсками Андрея Боголюбского и его союзников в 1169 году.
В 1173 году галицкие войска способствовали приведению на киевское княжение Ярослава Изяславича Волынского.

### Борьба за власть после смерти Ярослава Осмомысла
Академик Рыбаков Б. А. таким образом комментирует внутриполитическую борьбу в Галиче во второй половине XII века:

Многие княжеские браки заключались тогда с политическим расчетом между детьми пяти-восьмилетнего возраста. Когда молодой княжич подрастал и брак осуществлялся, то он получал не ту родню, которую мог выбрать себе сам, исходя из своих интересов, а ту, которая отвечала интересам его родителей десятки лет назад. Боярство должно было использовать эти противоречия, а для князей был только один выход — передать престол безродному побочному сыну.
Не случайно первые конфликты Ярослава Осмомысла с женой (урождённой суздальской княжной), законным сыном Владимиром и боярством возникли в 1171—1173 годов, когда происходила перегруппировка основных княжеских коалиций. В ходе конфликта Ярослава Осмомысла с галицким боярством князь был схвачен, его любовница Настасья сожжена, а их сын Олег Ярославич изгнан.
Смерть Ярослава (1187) и его завещание в пользу незаконнорожденного Олега повлекли за собой борьбу за власть, в которой участвовали венгры, поляки, император Фридрих I Барбаросса, волынский князь Роман Мстиславич, тесть Владимира Ярославича Святослав и дядя Владимира Всеволод Большое Гнездо. В ходе этой борьбы погиб сын Ивана Берладника Ростислав Иванович, приглашённый галичанами (венгры подавили восстание). Роман Мстиславич, приглашённый в Галич, отдал Владимир-Волынский брату Всеволоду, но после потери Галича едва смог вернуть Волынь только с дипломатической поддержкой своего тестя Рюрика Ростиславича. Святослав Всеволодович киевский предлагал Рюрику и Роману помощь в завоевании Галича в обмен на уступку Ольговичам всей Киевской земли, от чего Рюрик отказался. Также Святослав попытался с ведома венгерского короля посадить в Галиче своего сына Глеба (также зятя Рюрика Ростиславича, хотя и втайне от него), но безуспешно. Утвердившийся на галицком престоле в 1189 году, Владимир Ярославич признал своего дядю по матери Всеволода Большое Гнездо покровителем и участвовал в усобице 1195—1196 годов, помогая Рюрику против Романа.
Со смертью Владимира в 1199 году пресеклась династия галицких Ростиславичей, хотя сыновья Владимира в 1218 году упоминались в Венгрии и, возможно, являлись претендентами на галицкий престол. На галицкое княжение пришёл Роман Волынский (на дочери которого был женат старший из Владимировичей, Василько), что считается моментом объединения двух княжеств и основания Галицко-Волынского княжества (с 1254 года — королевство).

## В составе Галицко-Волынского княжества
После гибели Романа (1205) его вдове и сторонникам не удалось сохранить престол за его несовершеннолетними сыновьями, но спустя десятилетие они укрепились на Волыни, в то время как за Галич продолжалась борьба между ведущими русскими княжескими союзами и венграми. В течение 1230-х годов Даниилу Романовичу удалось утвердиться в Галиче, в 1245 году он одержал окончательную победу над своими внутриполитическими противниками.